# 庄子利男
庄子 利男（しょうじ としお、1957年 - ）は、宮城県仙台市出身の写真家。日本旅行写真家協会及び(社)日本写真家協会、日本旅のペンクラブの正会員。

## 経歴
- 1957年、宮城県仙台市生まれ。
- 1979年、東京綜合写真専門学校研究科卒。

## 主な写真展
- 「東北夜桜紀行」2007年4月6日（金）～4月11日（水 ）会場 ：富士フォトサロン

## 主な著書
- 「もっときれいに撮れる! スマホで旅行写真コツと裏ワザ 」（青春出版社 ISBN 4413113004）
- 「一度は見ておきたい名所の桜」（河出書房新書 ISBN 4309650015）
- 「日本の夜桜」（光村推古書院 ISBN 9784838103478）
- 「ヨーロッパ・アメリカ男のひとり旅（KKベストセラーズ ISBN 978-4584160084）
- 「東南アジア男のひとり旅（KKベストセラーズ ISBN 978-4584160077）